# ژان-باتیست کولبرت
ژان-باتیست کُلبر (به فرانسوی: Jean-Baptiste Colbert) (زاده ۲۹ اوت ۱۶۱۹ - درگذشته ۶ سپتامبر ۱۶۸۳) سیاست‌مدار فرانسوی بود که وزارت اقتصاد دربار لوئی چهاردهم میان سال‌های ۱۶۶۵ تا ۱۶۸۳ را اداره می‌کرد و نقش مهمی در تشکیل نهادهای علمی و فرهنگی نوین فرانسه داشت.

## زندگی
کار و تلاش سخت کلبر او را به یکی از معتمدان دربار لوئی تبدیل کرد. به خاطر کارهای او اقتصاد فرانسه در آن سال‌ها از ورشکستگی به درآمد و تولید بالا رفت؛ با این حال به دلیل خرج‌های بسیار پادشاه بر جنگ ثروت ملی فرانسه کاهش چشمگیری پیدا کرد. کلبر بر روی ایجاد تعادل داد و ستد با شریکان و نیز نگهداری بهتر مستعمرات فرانسه کار کرد.

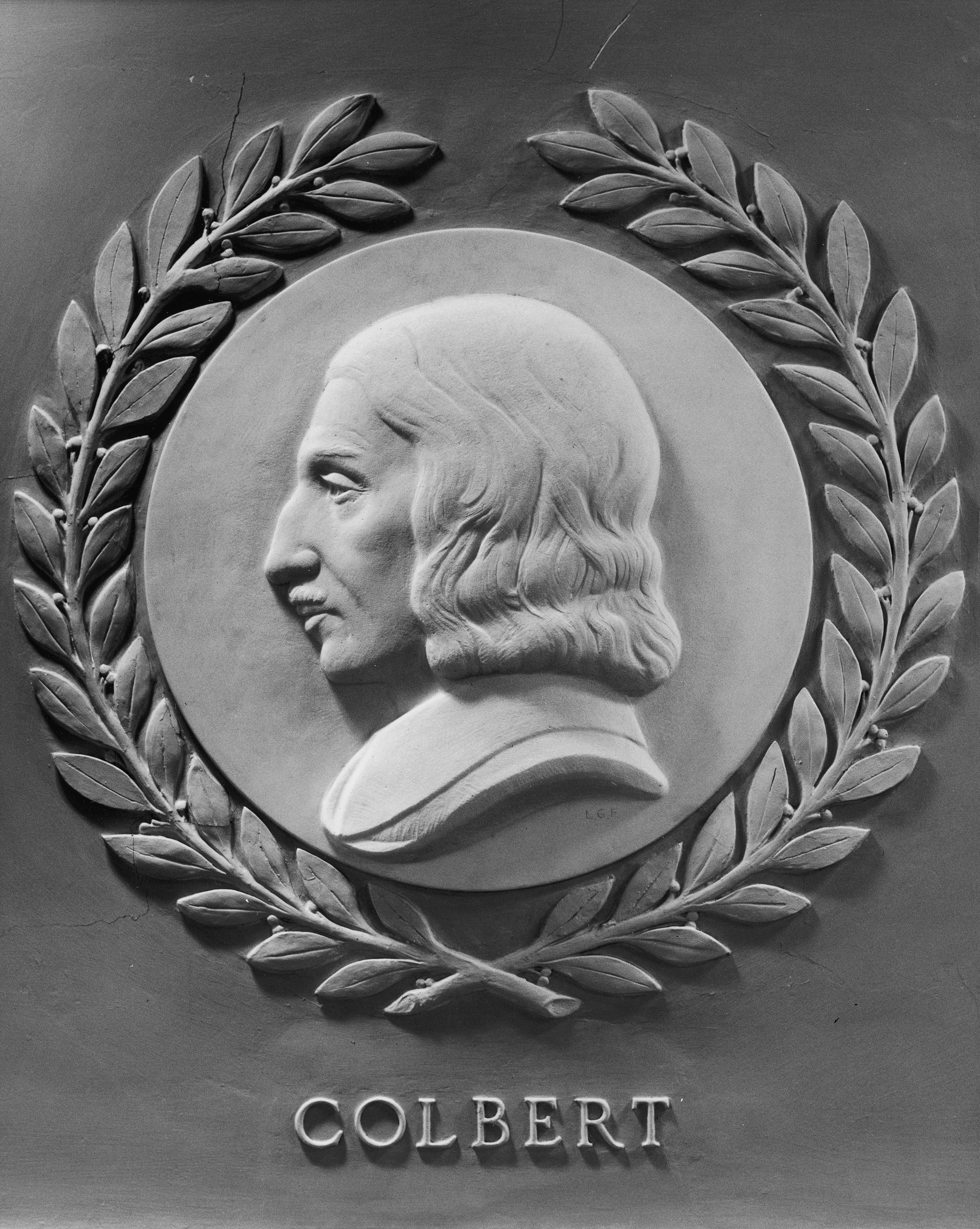
نقش‌برجسته ای از ژان-باتیست کُلبر در مجلس نمایندگان ایالات متحده آمریکا برای گرامیداشت یاد او به عنوان یکی از ۲۳ شخصیت برجستهٔ جهان در امر قانونگذاری در سرتاسر تاریخ.

اصلاحات بازاری او شامل بنیان‌گذاری «کارخانه پادشاهی شیشه‌های آیینه‌جات» در سال ۱۶۶۵ به منظور کمک به جایگزینی واردات شیشه‌های ونیزی و نیز تشویق متخصصان تولید پوشاک اهل فلاندرز می‌شد. او همچنین از صنعت دوخت پرده‌های نگارین در فرانسه پشتیبانی کرد. کلبر برای بهبود اقتصاد ملی تعرفهها را بالا برد و پروژه‌های بزرگ تولید کار به راه انداخت. او همچنین تلاش کرد تا اطمینان حاصل شود که کمپانی هند شرقی فرانسه به بازارهای خارجی دسترسی دارد و این دسترسی منجر به دست یافتن فرانسویان به قهوه و پنبه و خز و چوب‌های رنگرزی و فلفل و شکر می‌شود. کلبر همچنین تجارت دریایی فرانسه را بنیان گذاشت.
کلبر بیش از ۱۵۰ فرمان برای قانون‌مند کردن اصناف صادر کرد. یکی از این فرمان‌ها، برای نمونه، در بر گیرنده دستوری برای بالا بردن کیفیت پوشاک تولیدی بود. این فرمان عنوان می‌کرد که اگر مأموران قانون در سه مورد گوناگون، تولیدات تولیدکننده‌ای را رضایت‌بخش تشخیص ندهند، آن تولیدکننده باید به همراه کالای تولیدی خود به تیرکی بسته شود و مردم نظاره‌گر باشند.
او ۱۶۰۰۰ کارآفرین کوچک را به اتهام تولید و وارد کردن پارچه که خلاف قوانین صنعتی فرانسه بود اعدام کرد.